# Jesper Møller (erhvervsmand)
 Der er flere personer med dette navn, se Jesper Møller.
Jesper Eigen Møller (født 19. januar 1956 i København) er en dansk direktør og tidligere formand for Dansk Industri.
Han er uddannet cand.merc. og blev i 1988 ansat hos Coca-Cola, hvor han i 1994 blev administrerende direktør for Coca-Cola Tapperierne i Danmark. I 1999 blev han direktør i ISS, og siden 2005 har han været adm. direktør for Toms Gruppen.
I 2008 blev han formand for Dansk Industri.